# 黒川晴氏
黒川 晴氏（くろかわ はるうじ）は、戦国時代から安土桃山時代の武将。陸奥黒川氏第9代当主。陸奥国黒川郡鶴楯城主。月舟斎と号す。黒川景氏の孫。

## 生涯
大永3年（1523年）、陸奥黒川氏第7代当主・黒川稙国の子として生まれる。将軍・足利義晴より偏諱を拝領して晴氏と名乗り、永禄11年（1568年）に兄の第8代当主・稙家が死去すると家督を相続して黒川氏第9代当主となった。
黒川氏は斯波一門・最上氏の分家にあたり、奥州探題大崎氏（最上氏の本家）に属していたが、16世紀初期には伊達稙宗の勢力伸長に伴って伊達一門の飯坂家から養子を迎えており（第6代当主・景氏。晴氏の祖父）、加えて稙宗が大崎氏を実質的に従属させたことで、晴氏の代には黒川氏は半ば独立した地位を保ちつつも、大崎・伊達氏に両属する状態にあった。晴氏は娘を伊達晴宗の三男・留守政景に嫁がせ、また男子がいなかったため、義兄大崎義直の子・義康を養嗣子とし、義康の正室には晴宗の弟・亘理元宗の娘を迎えた。これらの縁組は、当時の黒川氏が置かれていた状況をよく反映している。
晴氏は智勇兼備の将として名高く、伊達氏の傘下にあって活躍した。ところが天正12年（1584年）に家督を相続した伊達政宗が、父・輝宗の外交方針を破棄して上杉景勝と結んだために最上義光と対立を深めたことで、伊達・斯波双方の一門につながる晴氏の立場は極めて微妙なものとなっていった。天正16年（1588年）2月に政宗が大崎義隆（義康実兄・義光義兄）を攻めるに及び、婿・政景の援軍として桑折城に入っていた晴氏は遂に伊達氏からの離反を決め、中新田城攻略に失敗した伊達軍を強襲して撃破した（大崎合戦）。晴氏はさらに潰走した伊達軍の籠もる新沼城を包囲したが、窮状に陥った政景を救うために和睦を斡旋し、泉田重光・長江勝景を人質として提出させることを条件にして城の囲みを解いた。
天正18年（1590年）7月26日、黒川氏は豊臣秀吉によって小田原征伐に参陣しなかったことを咎められ改易された。秀吉によって黒川領の支配を認められた政宗は、大崎合戦の恨みを忘れず晴氏を殺そうとしたが、政景の取りなしによって助命され、以後は政景の庇護下で余生を過ごした。
慶長4年（1599年）7月5日死去。享年77。没年には慶長14年（1609年）説もある。

## 系譜
- 父：黒川稙国
- 兄：黒川稙家

- 正室：大崎義兼の娘
  - 竹乙 - 留守政景室

- 養子：黒川義康 - 大崎義直の子

```
伊達稙宗━┳亘理元宗━━━━━━━━女子
　　　　　┃　　　　　　　　　　　　　┣━━━━黒川季氏
　　　　　┃　　　　　　　　　　　┏黒川義康
　　　　　┃　　　　　　　　　　　┃
　　　　　┃大崎義兼━┳大崎義直━╋大崎義隆
　　　　　┃　　　　　┃　　　　　┃
　　　　　┃　　　　　┃　　　　　┗女子　　　┏最上義康
　　　　　┃　　　　　┃　　　　　　　┣━━━┫
　　　　　┃　　　　　┃　　　　　　最上義光　┗最上家親
　　　　　┃　　　　　┗女子
　　　　　┃　　　　　　　┣━━━━竹乙
　　　　　┃　　　　　　黒川晴氏　　　┣━━━━伊達宗利
　　　　　┗伊達晴宗━━━━━━━━留守政景

```